# Allani
Allani (Pani) – bóstwo  huryckie. Bogini ziemi, pierwotnie być może jedna z bogiń-matek. W XIV wieku p.n.e. przejęta przez Hetytów jako bogini świata podziemnego. W czasach mitannijskich była związana z babilońską Ereszkigal.